# Ernanodon antelios
L'ernanodonte (Ernanodon antelios) è uno strano mammifero estinto, fossile del Paleocene superiore della Cina.

## Un "bradipo" asiatico?
Di questo animale, lungo meno di un metro, si conosce uno scheletro quasi completo, che possiede particolari caratteristiche. Gli scienziati, in passato, lo hanno avvicinato agli Xenartri, ma probabilmente l'ernanodonte (e altre forme simili come Asiabradypus dell'Asia Centrale) fa parte di un gruppo di mammiferi primitivi del tutto indipendente dagli Sdentati (e dagli Xenartri), originatosi nel Paleocene inferiore in Asia.
Molte caratteristiche, in effetti, sembrerebbero porlo vicino all'origine degli sdentati sudamericani, in particolare il cranio, la corporatura e le vertebre. Queste ultime sembrano fornite di un abbozzo di doppia articolazione, caratteristica unica degli xenartri. La corporatura pesante, poi, richiama quella dei bradipi terricoli del Cenozoico superiore, mentre il cranio, alto e corto, è anch'esso tipico degli xenartri. A ben vedere, però, alcune caratteristiche distinguono l'ernanodonte dagli Sdentati (e in particolare dagli Xenartri).
Il cranio, per esempio, è dotato di una dentatura davvero bizzarra: mancano del tutto gli incisivi, mentre sono presenti canini forti e lunghi (assenti negli xenartri). Il resto della dentatura, infine, è composto da grossi ma radi denti conici, dall'apparenza piuttosto debole. Questa strana dentatura contrasta con la robustezza delle mascelle, che sembrerebbero adatte a frantumare parti dure. Le zampe anteriori, robuste e munite di pesanti artigli, sono adatte a scavare. Forse l'ernanodonte si nutriva di tuberi e radici, che dissotterrava grazie alle possenti estremità anteriori; la dentatura, però, non sembra adatta a masticare materiale tanto duro.

## Enigmi paleogeografici
La presenza di animali come Ernanodon e Asiabradypus sul suolo asiatico ha posto in passato notevoli problemi di ordine paleogeografico, dal momento che si pensava che gli ernanodonti fossero Sdentati, animali tipicamente sudamericani. Nuovi studi, comunque, li hanno avvicinati al gruppo rappresentato attualmente dai Folidoti (gli odierni pangolini) e in passato dai Paleanodonti, forme arcaiche caratteristiche del Paleocene, dell'Eocene e dell'Oligocene.
Gli ernanodonti, in quest'ottica, rappresenterebbero un ramo collaterale sviluppatosi in Asia nel tardo Paleocene, evolutosi in forme che anticipavano in qualche misura i bradipi terricoli del Sudamerica, ed estintosi nell'Eocene senza lasciare discendenti. Un fossile rinvenuto negli anni '20 in Cina, risalente all'Eocene, potrebbe rappresentare un ernanodonte, mentre negli Stati Uniti altri resti frammentari sono stati ascritti ad Asiabradypus con qualche dubbio. Forse questa forma passò attraverso lo stretto di Bering (allora un ponte di terra) e raggiunse il Nordamerica.